# Bodo Schlösinger

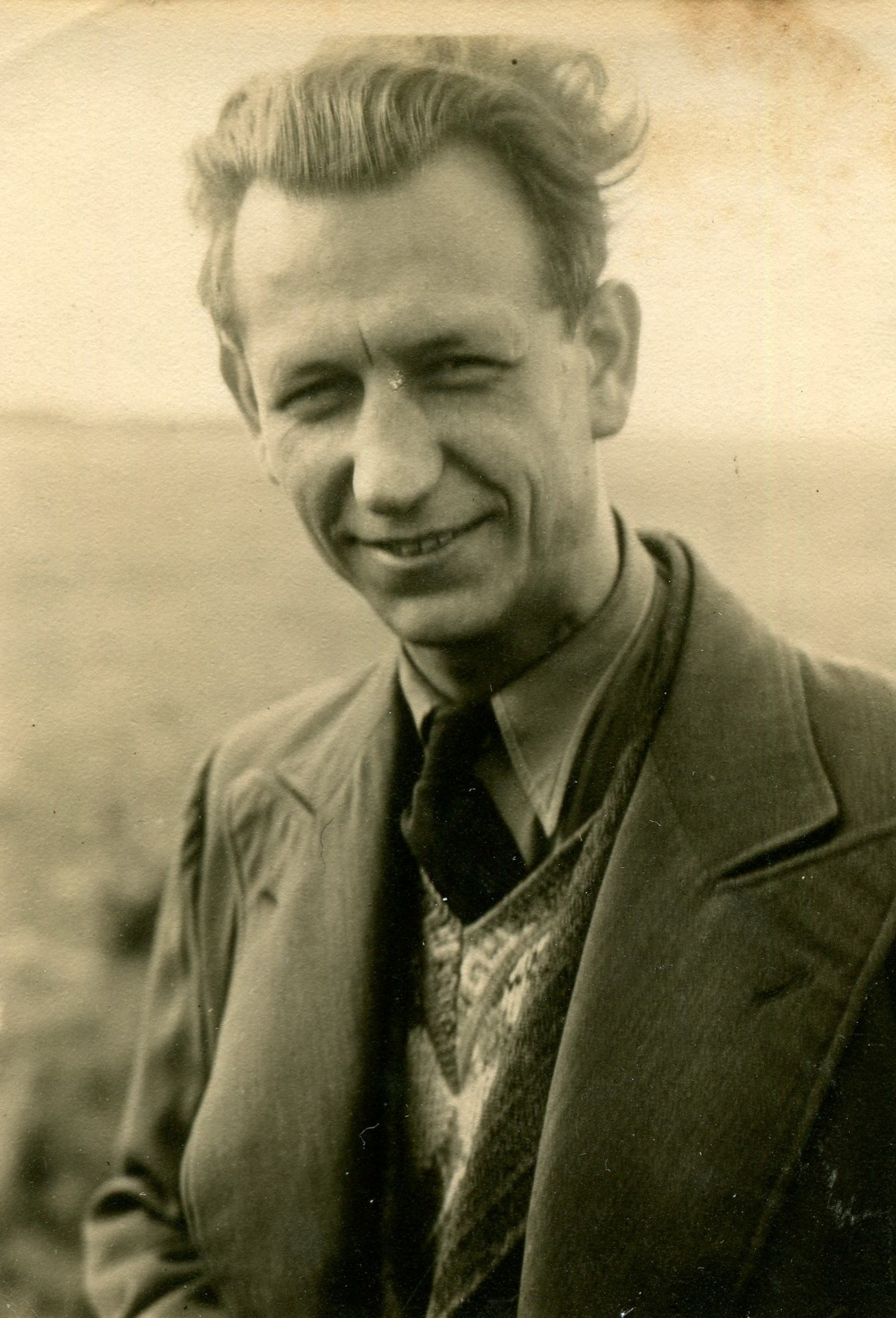
Bodo Schlösinger, um 1937

Bodo Schlösinger, in offiziellen Dokumenten auch Friedrich Schlösinger, (geboren am 19. November 1908 in Berlin; gestorben am 23. Februar 1943 in Bolchow, Russland) war ein deutscher Schriftsteller und Widerstandskämpfer. Er gehörte zum Berliner Widerstandskreis um Mildred und Arvid Harnack („Rote Kapelle“) und setzte sich im Deutsch-Sowjetischen Krieg als Dolmetscher beim Generalkommando des LIII. Armeekorps (Wehrmacht) für Belange der Zivilbevölkerung ein.

## Leben

### Jugend
Bodo Schlösinger wuchs mit seinem vier Jahre jüngeren Bruder in ärmlichen Verhältnissen in Berlin-Mitte auf. Sein Vater war Schneider. Er wurde gleich zu Beginn des Ersten Weltkrieges eingezogen und kam erst 1918, nach Ende des Krieges, aus britischer Gefangenschaft zurück. Die Mutter machte Aufwartungen und trug frühmorgens Zeitungen aus; die beiden Jungen mussten ihr dabei helfen, bevor sie zur Schule gingen. Später musste sie in einer Munitionsfabrik arbeiten. „Der Pulverstaub der Fabriken ... hatte ihr Lungen zerfressen“, so Bodo Schlösinger in seiner unveröffentlichten Erzählung Unsere Mutter. Die Kinder lebten bei den Großeltern, bis der Vater aus der Gefangenschaft zurückkehrte. Der Vater heiratete wieder, aber mit der neuen Frau kamen die beiden Jungen nicht zurecht. Sie mieteten sich ein eigenes Zimmer. Während der Bruder von dort aus erfolgreich eine Schneiderlehre absolvierte, hatte Bodo Schlösinger größere Mühe sich durchzuschlagen: Er begann die Ausbildung zum Werkzeugmacher und zum Schneider und brach sie wieder ab, er lernte Sprachen und machte Schreibarbeiten, versuchte sich mit Geschichten und Sportberichten.

### Berliner Abendgymnasium
Der Besuch des Berliner Abendgymnasiums (heute Peter-A.-Silbermann-Schule) von 1932 bis 1937 veränderte sein Leben:
Das Bestehen der Reifeprüfung ermöglichte ihm Studium und Dolmetscher-Ausbildung an der neugegründeten Auslandshochschule in Berlin.

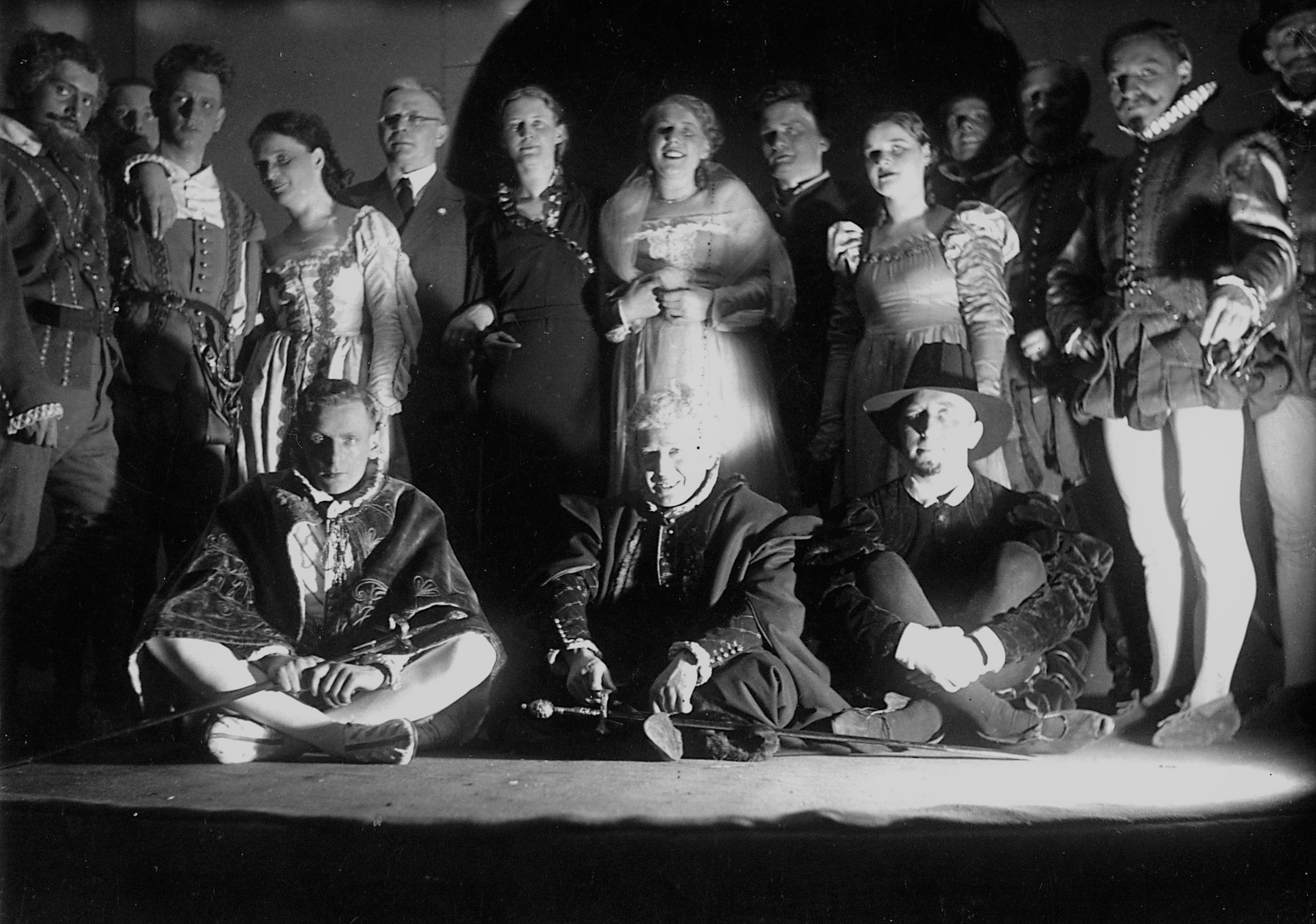
Bodo Schlösinger (3.v.li.) bei Theateraufführung im Berliner Abendgymnasium mit Mildred Harnack (6.v.li.), 1934

Vier Jahre Englisch-Unterricht bei Mildred Harnack sorgten über den Unterricht hinaus für eine intensive Beziehung und Zusammenarbeit: Unter ihrer Leitung spielte er im English Club der Schule bei der Aufführung von Shakespeares The Taming of the Shrew (Der Widerspenstigen Zähmung) eine Hauptrolle. Bei einer von ihr vermittelten Einladung zum „Literarischen Abend“ in der amerikanischen Botschaft lernte er den Schriftsteller Hansjürgen Weidlich kennen, der diese Begegnung später in seiner Erzählung Mein Freund Bodo beschrieb. Er unterstützte ihre Übersetzungstätigkeit, nachweislich bei der Van Gogh-Biografie von Irving Stone.  Nicht zuletzt sorgte sie für seine Einbeziehung in den Diskussions- und Widerstandskreis um Arvid Harnack (Rote Kapelle).
Schließlich bewirkte das Berliner Abendgymnasium auch die enge Freundschaft zu den Mitschülern Karl Behrens und Wilhelm Utech, die ebenfalls zum Harnack-Kreis gehörten.
All diese Erfahrungen haben Eingang gefunden in seinen Roman Der Tag hat 18 Stunden, der bisher nicht veröffentlicht wurde.

### Heirat mit Rose Heinemann, geb. Ennenbach
Nach dem Abitur (1937) hatte Bodo Schlösinger gehört, dass eine Schwester seines Vaters, die immer in Frankfurt/Main gelebt hatte, zu ihrer alleinerziehenden Tochter nach Chemnitz gezogen war, und er beschloss, die Tante zu besuchen. Die Tante war Sophie Ennenbach (geb. Schlösinger), und ihre Tochter war Rose Schlösinger, die zu dem Zeitpunkt noch Heinemann hieß; beide hatten nach 1933 aus politischen Gründen ihre Arbeit verloren und Frankfurt verlassen müssen.
Bodo kam dann häufiger, und seine Besuche galten weniger der Tante als der Cousine; auch ihr war der Cousin sehr sympathisch. Am 10. Juni 1939 wurde in Chemnitz geheiratet, Trauzeuge war Karl Behrens. In Berlin-Mitte (Sebastianstraße 42) fand sich zum 1. September 1939 eine Wohnung, in der Rose und Bodo Schlösinger, Roses Tochter Marianne und Sophie Ennenbach (Tante, Mutter, Großmutter) zusammen lebten.
Bodo Schlösinger hatte inzwischen seine Dolmetscher-Ausbildung an der Auslandshochschule beendet und bekam eine Anstellung als wissenschaftlicher Hilfsarbeiter im Deutsch-russischen Schriften-Austausch im Auswärtigen Amt. Rose Schlösinger, die seit Dezember 1934 bei den Wanderer-Werken in Chemnitz gearbeitet hatte, wechselte zum 10. Juli 1939 in die Berliner Zentrale der Wanderer-Werke in der Kochstraße 60, wo sie bis zur Sekretärin der Geschäftsleitung aufstieg. Sophie Ennenbach sorgte für Enkelin und Haushalt. Alle drei gehörten zum Widerstandskreis um Arvid und Mildred Harnack ("Rote Kapelle").

### Russlandfeldzug und Tod
Bodo Schlösinger wurde erst am 31. Mai 1941 zur deutschen Wehrmacht eingezogen. Nach einer Kurzausbildung in Frankfurt (Oder) kam er drei Wochen später als Dolmetscher zum Generalkommando des 53. Armeekorps unter General Karl Weisenberger. Zwei Tage später begann der deutsche Überfall auf die Sowjetunion.

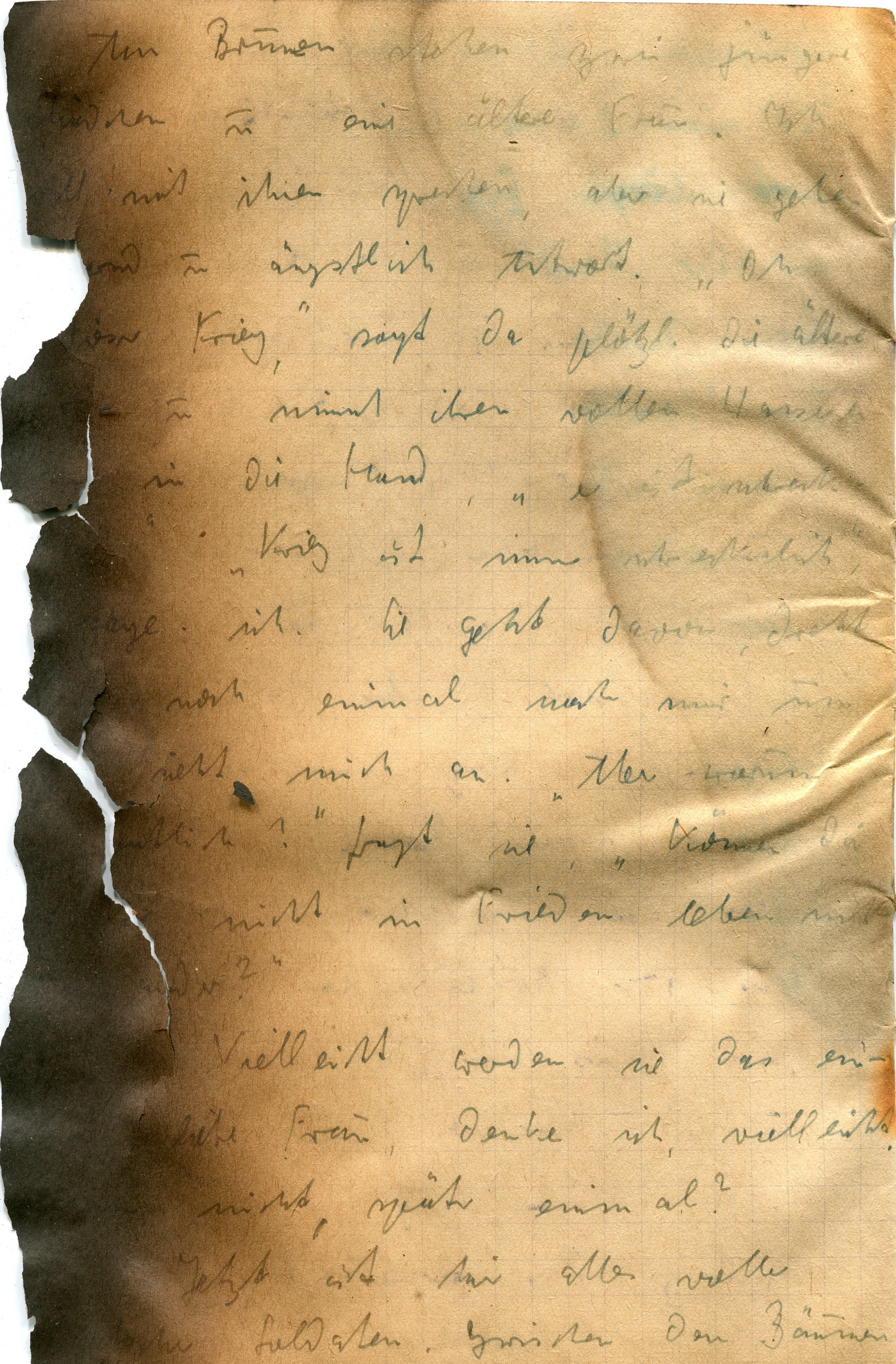
Bodo Schlösingers Kriegstagebuch, 1941

Sein Tagebuch vermittelt vielfältige Eindrücke. Auf Grund seiner Sprachkenntnisse suchte er immer wieder den Kontakt zur Zivilbevölkerung und diskutierte mit den Frauen am Brunnen über ihre Erfahrungen mit dem sowjetischen System. Voller Bewunderung schilderte er das Auftreten eines gefangenen sowjetischen Generals, las Georgi Dimitroffs Buch über den Reichstagsbrand, dokumentierte schon Anfang November das Stocken des Vormarsches und den Frust der Soldaten. Er berichtete von Misshandlungen und Exekutionen, aber er konnte auch verhindern, dass ein Zivilist erschossen wurde (weil er „Stalin gut“ gesagt haben sollte). Beim einzigen Heimaturlaub in Berlin hatte er Fotos und abgefangene russische Denunziationsbriefe im Gepäck.
Zu den Tagebuchaufzeichnungen finden sich zahlreiche Belege im Bundesarchiv-Militärarchiv in Freiburg, z. B. das Verhörprotokoll eines russischen Soldaten vom 2. Juli 1941, das von Friedrich Schlösinger als Dolmetscher unterschrieben wurde; ebenso auch in den Protokollen des Begleitoffiziers des Kommandierenden Generals LIII. Armeekorps.
Seit Februar 1942 war Bodo Schlösinger dauerhaft bei der deutschen Militärverwaltung in Bolchow stationiert. In dieser Zeit kam er in Kontakt mit einer sowjetischen Agentin, die am 13. September 1943 nach dem Rückzug der Deutschen über Bodo Schlösinger (SCHLESSINGER) zu Protokoll gab:

„… SCHLESSINGER arbeitete an der Organisierung des deutschen Filmwesens und unterhielt sich manchmal mit mir über russische Literatur, er las viele Bücher in russischer Sprache und war selbst Schriftsteller. … Er erzählte mir die Neuigkeiten über den Vormarsch der Sowjetarmee usw., die er im Radio hören konnte. Oft sprach er von den Menschen, die von der deutschen Polizei verhört wurden. Zum Beispiel über Boris Nikitin, der im Rayon Krasnikowo bei den Partisanen war und alle mit ihm dort befindlichen Partisanen verriet. Manchmal sprach er zu mir davon, daß ich bestimmte Bürger warnen sollte, über die Denunziationen bei der deutschen Polizei vorlagen. Auf seinen Hinweis hin warnte ich … 7–10 Tage vor dem Selbstmord kam er zur mir und verlas eine Liste von Menschen, die, seinen Worten nach, Agenten der deutschen Polizei waren … Am 21. Februar 1943 kam SCHLESSINGER zu mir gerannt und erzählte, daß man hinter ihm her sei, um ihn zu verhaften, aber er versucht zu fliehen … Zwei Tage später erfuhr ich, dass sich SCHLESSINGER erschossen hat unter Hinterlassung einer inhaltslosen Mitteilung. In der Kommandantur wurde vermutet, daß er verrückt geworden war.“

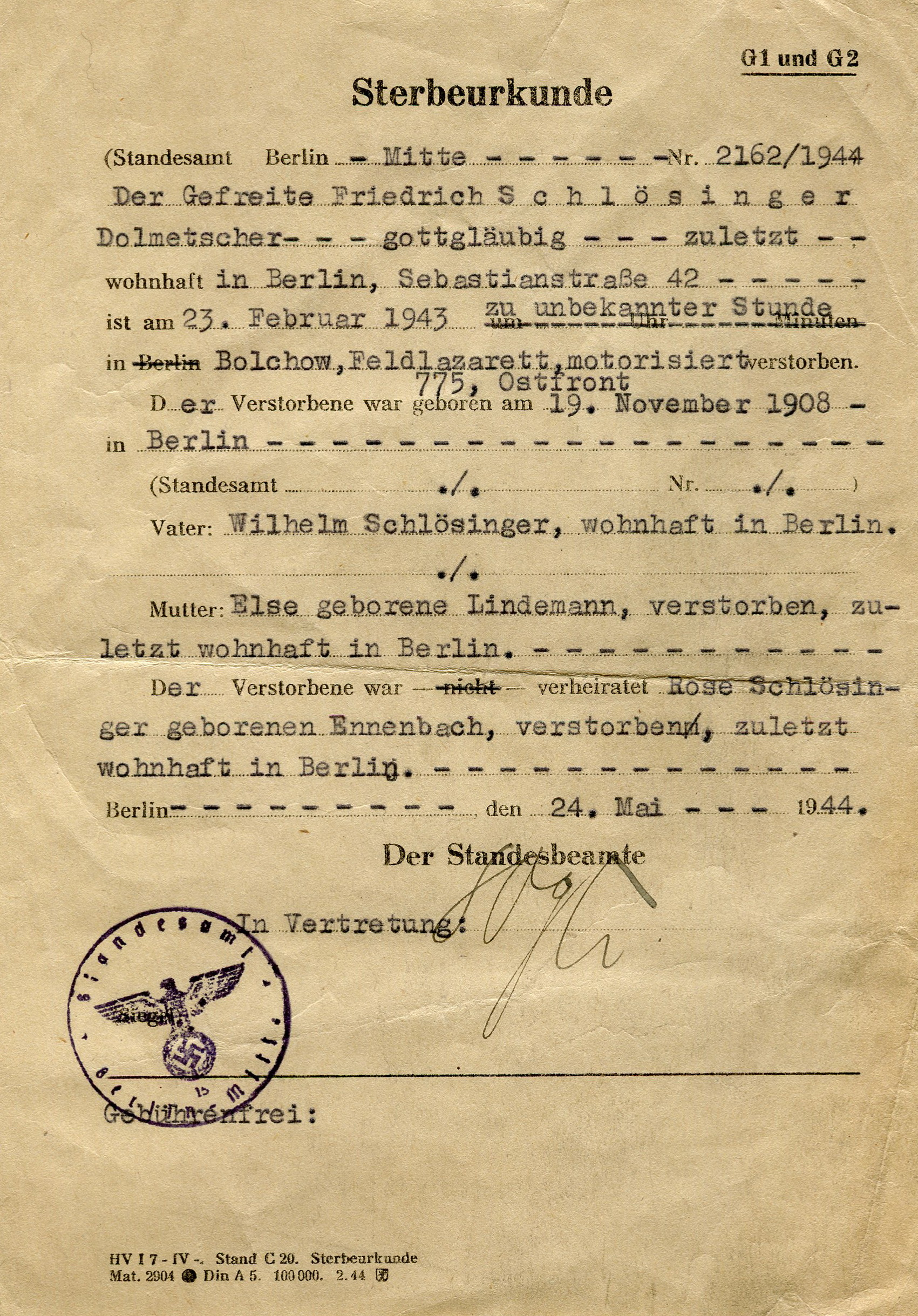
Sterbeurkunde, 1943

Laut Sterbeurkunde des Standesamtes Berlin-Mitte Nr. 2162/1944 vom 24. Mai 1944 starb „der Gefreite Friedrich Schlösinger Dolmetscher am 23. Februar 1943 in Bolchow Ostfront“.

## Werke
Insgesamt konnten bisher 77 Geschichten dokumentiert werden, die Bodo Schlösinger als Friedrich Schlösinger verfasst hat:
- 23 Geschichten druckte Der Deutsche innerhalb von acht Monaten 1934/35.[18]
- 17 Geschichten schrieb Bodo Schlösinger während seines Fronteinsatzes in der Sowjetunion; von ihnen wurden fünf 1941/1942 in der Deutschen Allgemeinen Zeitung (DAZ) und in der Berliner Volks-Zeitung (BVZ) abgedruckt[19].
- 37 Geschichten fanden sich in seinem Nachlass.

Im Nachlass erhalten sind außerdem der Roman Der Tag hat 18 Stunden und das Romanfragment Der Schatten des Boxweltmeisters.

## Nachlass
Der Nachlass von Bodo Schlösinger, wie auch der seiner Ehefrau Rose Schlösinger und seiner Schwiegermutter Sophie Ennenbach, wurde von Marianne Sideri-Heinemann, der Tochter von Rose Schlösinger, 2019 zunächst an Gerhard Hochhuth, von diesem dann nach Fertigstellung des Manuskriptes 2021 an die Gedenkstätte Deutscher Widerstand übergeben. Dort wird er als „Nachlass Schlösinger-Ennenbach-Sideri“ aufbewahrt.

## Ehrungen
Am heutigen Standort des Berliner Abendgymnasiums (Blissestraße 5 in Berlin-Wilmersdorf) wurde am 5. Juli 2009 eine Gedenktafel für Mildred Harnack und ihre Schüler Karl Behrens, Bodo Schlösinger und Wilhelm Utech angebracht.

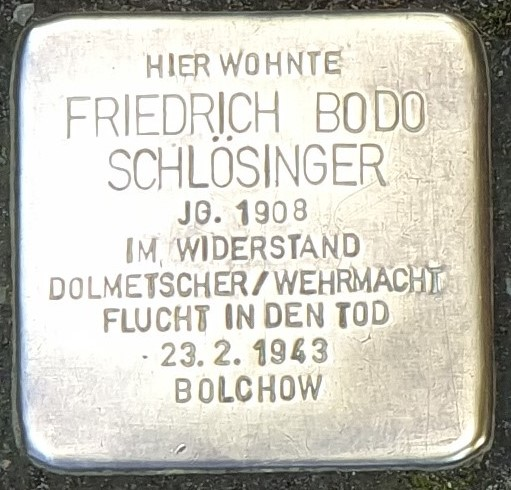
Stolperstein, 2018

Am 1. September 2018 wurde in der Sebastianstraße in Berlin-Mitte (wo das beim Luftangriff der Alliierten auf Berlin am 3. Februar 1945 völlig zerstörte Haus Nr. 42 gestanden hatte) ein Stolperstein für Bodo Schlösinger verlegt.